# Inglewood United
Der Inglewood United Soccer Club (kurz Inglewood United) ist ein australischer Fußballverein aus Inglewood, einem Vorort der westaustralischen Hauptstadt Perth. 

## Geschichte
Der Verein wurde 1951 von ukrainischen Immigranten unter dem Namen Kiev Soccer Club gegründet, die Vereinsfarben Blau und Gelb wurden in Anlehnung an die ukrainische Flagge gewählt. 1963 spielte der Verein erstmals in der obersten Spielklasse von Western Australia, im selben Jahr wurde auch das bis heute genutzte Spielfeld Walter Road Reserve bezogen. Der Klub, der mehrfach seinen Namen wechselte und zwischenzeitlich als Kiev-Victoria Park, Inglewood Kiev und Inglewood Falcons firmierte, benannte sich 2000 in Inglewood United um. Einschließlich 2017 spielte der Verein 47 Spielzeiten in der obersten Spielklasse auf Bundesstaatsebene.
Die größten Erfolge waren der Gewinn der westaustralischen Staatsmeisterschaft 1996 sowie die Siege im westaustralischen Pokalwettbewerb in den Jahren 1977 und 1999.